# San Pier d’Isonzo
San Pier d’Isonzo – miejscowość i gmina we Włoszech, w regionie Friuli-Wenecja Julijska, w prowincji Gorycja.
Według danych na rok 2004 gminę zamieszkiwały 1892 osoby, 210,2 os./km².